# Смирнов, Константин Александрович (епископ)
Константи́н Алекса́ндрович Смирно́в (26 июля 1888, Руза, Московская губерния — 28 ноября 1941, Ивдельлаг, Свердловская область) — советский религиозный деятель, публицист, деятель обновленческого раскола.

## Биография

### Ранние годы
Родился 26 июля 1888 года в Рузе Московской губернии в дворянской семье. Отец Александр Кириллович Смирнов, православного вероисповедания, был старшим надзирателем Воспитательного дома, впоследствии присяжным поверенным и прокурором. Мать Евгения Александровна Смирнова (урождённая фон Кюстерн), лютеранского вероисповедания. В связи с ранней смертью матери от туберкулёза и новой женитьбой отца воспитывался в Витебске у родственниц.
В 1906 года окончил Витебскую классическую гимназию. Поступил на историко-филологический факультет Императорского Харьковского университета. Специализировался в области философии. В 1910 году удостоен золотой медали за сочинение по метафизике души — «Метафизическое учение о душе Лейбница и Гербарта». Участвовал в деятельности научного Историко-филологического общества, выступал с проповедями в университетском храме в Харькове.
С 26 августа 1914 года преподаватель Первой мужской гимназии города Петрограда. С 13 апреля 1915 года профессорский стипендиат Императорского Московского университета.
С 25 сентября 1915 года преподаватель 11-й мужской гимназии города Москвы. С 24 февраля 1917 года директор Гатчинской учительской семинарии. С 3 октября 1917 года директор Путивльской женской гимназии. С 20 января 1919 года директор Чугуевской мужской гимназии и председатель педагогического совета Чугуевской женской гимназии.
Участвовал в работе Московского юридического собрания, публиковался в журналах «Русская мысль», «Вера и разум». В 1917 году — секретарь Харьковского епархиального съезда.
14 ноября 1919 года удостоен степени магистра философии за сочинение «О времени и вневременном в связи с вопросом о бессмертии», часть которой опубликовал в 1918 году в журнале «Богословский вестник». 16 ноября 1919 года утверждён в степени магистра философии.

### Священник Патриаршей церкви
В 1920 году направил правящему архиерею Харьковской епархии архиепископу Нафанаилу (Троицкому) прошение о рукоположении в сан священника, в котором, в частности, писал:

Будучи с одной стороны поклонником строго уставного (в широко-научном смысле этого слова) богослужения и его поэтических красот и в этом смысле верным учеником Скабаллановича, а с другой стороны вообще эстетом, тонко чувствующим все достоинства и недостатки тех или иных произведений живописи, музыки и архитектуры, как со стороны выдержанности их стиля и вообще чисто художественной, так и соответствия их своему назначению и долженствующих быть вложенными в них духовных идей и настроения, придаю огромное значение архитектуре храма, находящейся в нём иконописи, чтению и пению и болезненно чувствую всякого рода невежество, уродство и профанацию в этом отношении. Алтарь для меня самое святое место, а не род кулис, где можно переговариваться, где может быть склад всякого рода вещей вплоть до зеркала, умывальника и шубы с галошами.

25 марта 1921 года был рукоположён в сан диакона. 28 марта 1921 года рукоположён в сан пресвитера. Первоначально был избран настоятелем университетского храма в Харькове, однако отказался от избрания и в 1921 году принял должность настоятеля Вознесенской церкви города Лебедина.
Как отмечалось в книге «Очерки по истории русской церковной смуты», «Будучи магистром философии, обладая критическим и пытливым умом, О. Константин считал себя учеником и последователем знаменитого богослова М. М. Тареева. Сидя в своем Лебедянском кабинете, о. Константин исписывал горы бумаги, производя (вслед за своим учителем), настоящую революцию в богословии, — чего, разумеется, никто не замечал. Больший эффект производили его литургические реформы, о которых мы говорили выше и за которые он попал под запрещение в священнослужении. К сожалению, по страстности своего характера наш богослов, иной раз сходя с заоблачных высот философии, употреблял такие приемы, от которых Содрогнулся бы его учитель М. М. Тареев»
Став священником, совершал все богослужения, полагающиеся по уставу (включая повечерие, полунощницу и т. д.). Кроме того, активно занялся реформированием богослужения, ввёл ряд обрядов, исчезнувших из церковного обихода: мытьё престола в Страстной четверг, омовение ног на иерейском богослужении и т. д. Объяснял нововведения, не предусмотренные канонами, стремлением восстановить первохристианскую церковную практику. Критически относился к распространённым в практике православного богослужения акафистам различным святым.
Реформаторская деятельность о. Константина привела к запрещению в священнослужении правящим архиереем Харьковской епархии, наложенным 20 декабря 1921 года. 5 февраля 1922 года запрещение подтверждено Патриархом Тихоном. Не подчинился запрещению, продолжал служить.

### Обновленческий священник
В 1922 году уклонился в обновленческий раскол. 23 августа 1922 года постановлением обновленческого ВЦУ запрещение в священнослужении было снято. Был возмущён низким моральным уровнем представителей основной обновленческой организации того времени, «Живой церкви», в Харьковской губернии, поэтому примкнул к другой обновленческой группе — Союзу церковного возрождения, возглавляемому Антонином (Грановским).
В июне-июле 1924 года — участник Первого Всероссийского съезда СЦВ. На данном съезде, в частности, рассказал о своих впечатлениях от церковных реалий: «Я с детства хотел в храм войти, но был только около церковных стен, поскольку я был мирянином, ибо каждый мирянин не в храме, а только около храма. И когда я вошёл в этот храм в качестве его служителя, то, к своему удивлению, не увидел того, что ожидал. Я не увидел там молитвы и присутствия Божия в сердцах людей. Я увидел там граммофон и торговый прилавок. Я не видел глубокого душевного интереса. Я не видел возвышающих мыслей и настроений. Я почувствовал себя там тяжело. Я стал там задыхаться, искать выхода и света». Считал, что альтернативой такому положению дел являлся радикально-реформаторский СЦВ. Тот же съезд постановил «Приветствовать литургические труды о. К. Смирнова и иметь о них суждение после их напечатания».
4 июля 1924 года избран членом Главного совета СЦВ и уполномоченным СЦВ на Украине. 12 декабря 1925 года возведён в сан протоиерея, с возложением золотого наперсного креста и палицы.
13 января 1926 года Всеукраинским обновленческим Синодом разрешено совершение богослужений во всех подведомственных приходах Украины. В том же году расторгнул первый брак и вступил во второй.
11 августа 1926 года назначен священником Казанского кафедрального собора в Ленинграде. С 1 сентября 1926 года профессор обновленческого Ленинградского высшего богословского института, где читал философию и литургику. 16 декабря 1926 года удостоен степени магистра богословия. 28 января 1927 года Всероссийским обновленческим Синодом утверждён в степени магистра богословия.
В феврале 1927 года был участником Первого всесоюзного миссионерского совещания, на котором избран членом президиума центрального миссионерского совета.

### Обновленческий епископ
30 апреля 1928 года назначен епископом Пятигорским и Терским. 10 июня 1928 года в Москве, будучи во втором браке, хиротонисан во епископа Пятигорского и Терского. Хиротонию совершили: митрополит Вениамин (Муратовский), митрополит Виталий (Введенский) и митрополит Александр Введенский, архиепископы Александр (Щербаков) и Сергий (Озерецковский), епископ Иоани (Панцулая). Кафедра располагалась в Спасском соборе в Пятигорске. Одновременно с 25 июня по 6 октября 1928 года временно управляющий Бакинской обновленческой епархией.
29 октября 1928 года назначен епископом Пензенским. Назначение не принял. 19 ноября 1928 года назначен епископом Астраханским и Енотаевским. Назначение не принял. 30 ноября 1928 года назначен епископом Витебским и Городокским. Назначение не принял. 17 декабря 1928 года оставлен на Терской кафедре.
12 сентября 1929 года назначен епископом Клинским, викарием Московской обновленческой епархии и профессор Московской обновленческой богословской академии по кафедре христианской этики.
22 октября 1929 года назначен епископом Ферганским, председатель Ферганского обновленческого епархиального управления. Кафедра располагалась в Александро-Невском соборе города Фергана.
11 декабря 1929 года назначен епископом Челябинским и Приуральским. Назначение не принял.
28 января 1930 года уволен на покой с местопребыванием в городе Лебедине Сумского округа Украины. 4 июня 1930 года настоятель Скорбященской церкви посёлка Стекольного завода города Ленинграда. 12 августа 1930 года уволен за штат.
12 сентября 1930 года назначен епископом Вяземским и Ржевским, с оставлением в должности профессора Московской богословской академии. 31 октября 1930 года возведён в сан архиепископа.
12 сентября 1931 года назначен архиепископом Орехово-Зуевский. Кафедра располагалась в Рождество-Богородицком соборе города Орехово-Зуево. 23 марта 1932 года уволен на покой по болезни, с освобождением от должности профессора Московской богословской академии.
8 июня 1932 года направлен в распоряжение обновленческого Ивановского Областного Митрополитанского Церковного Управления. 22 июня 1932 года назначен настоятелем Одигитриевской церкви города Юхнов и благочинным церквей Юхновского, Мятлевского и Медынского районов Западной обновленческой митрополии. 12 августа 1932 года уволен на покой, с правом подыскания настоятельского места вне пределов Западной митрополии.
14 сентября 1932 года назначен настоятелем Казанской церкви города Коканд Ферганской епархии. 1 июня 1933 года, в связи с закрытием церкви, в распоряжении Московского Областного Митрополитанского Церковного Управления. В июне 1933 года назначен настоятелем Покровской церкви села Головково Солнечногорского района Московской области.
8 августа 1934 года назначен архиепископом Ярославским и Ростовским, председателем обновленческого Ярославского епархиального управления. 16 марта 1936 года награждён правом ношения креста на клобуке. 23 марта 1936 года в связи с разделением Ивановской обновленческой митрополии на Ивановскую и Ярославскую назначен управляющим Ярославской митрополией с оставлением в должности Ярославского епархиального архиерея.
16 марта 1936 года указом Первоиерарха Православных Церквей в СССР митрополита Виталия (Введенского) от «за достославное служение Церкви Божией, плодотворную деятельность по управлению Ярославской епархией и ревностную борьбу против заблуждений еретичествующего раскола староцерковничества» награждён Крестом для ношения на клобуке.

## Аресты и смерть
20 мая 1936 года в г. Лебедине был арестован, проходил по одному делу с другим обновленческим иерархом Александром Боярским. Уголовное дело по осуждению Смирнова К. А. в 1936 году находится на хранении в УФСБ РФ по Ивановской области.

Был приговорён к трём годам лишения свободы ОСО при НКВД СССР 15 июля 1936 года по ст. КРГр, находился в заключении в Ухтпечлаге в посёлке Чибью (Воркута). Прибыл 16 октября 1936 г. Освобожден 26 февраля 1939 г.— «Книга памяти Республики Коми»
В 1939 году вернулся в г. Сумы, некоторое время работал в артели «Красный молот»; 26 июня 1941 года был арестован второй раз.
Информация от Управления СБУ (Служба безопасности Украины) в Сумской области (40030, г. Сумы, ул. Кирова, 32, т. 22-25-71) — копия документа:

Согласно материалам архивного уголовного дела, которое находится на хранении в Управлении СБУ в Сумской области, Смирнов Константин Александрович, 1888 года рождения, уроженец г. Руза Московской области, русский, беспартийный, образование высшее — окончил Московский университет и Московскую духовную академию, бывший митрополит, до ареста работал плановиком в артели «Красный молот», проживал в г. Сумы, ул. Новопоселенская Засумка, дом 14, арестован 25 июня 1941 года СПО УНКГБ по Сумской области как социально-опасный элемент. Ему было предъявлено обвинение в том, что он, якобы, прибыв в 1939 году в г. Сумы из мест лишения свободы, начал восстанавливать прежние связи среди духовенства и церковников. 16 июля 1941 года предварительное следствие по делу было окончено, а дело направлено на рассмотрение Особого Совещания при НКВД, но в связи с обстановкой военного времени уголовное дело Особым Совещанием при НКВД СССР рассмотрено не было. Смирнов К. А. в связи с военной обстановкой был эвакуирован в Свердловскую область. 8 октября 1941 года прибыл в Ивдельлаг Харьковским этапом, а 28 ноября 1941 года умер от приостановления сердечной деятельности. Место захоронения установить невозможно, так как подразделение Ивдельлага ликвидировано в начале 50-х годов. Смерть Смирнова К. А. зарегистрирована в Сумском горЗАГСе 17 февраля 1967 года. Постановлением следователя УКГБ по Сумской области от 04.11.1963 года производство по делу Смирнова К. А. прекращено за отсутствием в его действиях состава преступления. Был реабилитирован 4 ноября 1963 года. Заключением прокуратуры Сумской области от 19.02.1998 года СМИРНОВ Константин Александрович согласно ст.1 Закона Украины «О реабилитации жертв политических репрессий на Украине» от 17 апреля 1991 года реабилитирован.
Примечание. Смирнов К. А. в связи с военной обстановкой должен был быть эвакуирован в Свердловскую область, однако последним документом в уголовном деле является лишь справка врача об осмотре Смирнова К. А. перед отправлением этапом. Харьковский этап прибыл в Ивдельлаг 8 октября 1941 года.

## Программа богослужебных реформ
В письме патриарху Тихону предложил реформировать церковное богослужение через «вовлечение народа в непосредственное, активное участие в богослужении (взамен простого стояния за ним)», поскольку «отличительной чертой богослужения является не только уставность, продолжительность, и торжественность его постановки и неизменно сопутствующее ему живое слово назидания и вдохновения, но и родство его с прежней золотой эпохой жизни Церкви, с тогдашней богослужебной практикой».
К. Смирнов предлагал ввести следующие новшества:
- часы с ектениями и священническими молитвами
- реформа исповеди в духе терапевтической теории искупления
- замена слов «Милость мира» словами «Елей мира»
- служение литургий при отверстых царских вратах
- гласное чтение Евхаристических молитв
- крещальная литургия
- омовение престола
- поздно совершенная литургия в Великий Четверг (ок. 19.00)
- чтение одной из утренних молитв «Возсияй в сердцах наших» в своем месте (перед Евангелием с возгласом «Яко Свят еси Боже наш и во святых почиваеши»…) вслух
- чтение литийной молитвы: «Владыко многомилостиве» лицом к западу
- замена обычных канонных припевов «Преподобне Отче»… и т. п. стихами ветхозаветных песен
- стояние при пении полиелея (но не летних воскресных «Непорочен») со свечами всex молящихся во время всякого всенощного бдения
- замена чтения утренних кафизм (2-й и 3-й) пением (попеременно) соответствующих концертов: «Доколе, Господи, забудиши» (Аллеманова Д. В.), «Господи, кто обитает» (Аллеманова и Георгиевского) «Услыши, Господи, правду» (Львова), «Возлюблю тя, Господи» (Львова и Григорьева), «Услышит тя Господь» (Аллеманова и Малашкина Л. Д.), «Боже мой, вонми» (Никольского А. В.) и «Господня земля» (Григорьева)
- отсутствие чтения вечерних и утренних молитв во время 103 пс. и шестопсалмия, вследствие разнесения их по местам на ектениях
- введение конфирмации («Пусть каждый имеет беспрепятственный доступ к Св. Чаше только до 16 лет, а затем, или пусть публично, перед лицом всей своей Церкви засвидетельствует свое сознательное отношение к истинам своей веры, или же до тех пор, пока этого не будет, пусть будет низведен в разряд лишь „купностоящих“, то есть имеющих право присутствования при богослужении, но не приобщения»)
- ограничение числа крестных знамений, поклонов; ограничения на ставление свеч и прикладывание к иконам («Необходимо по образцу Греческой Церкви, пользующейся, наприм., крестным знамением лишь в исключительных случаях, эти внешние проявления религиозной жизни значительно сократить, дабы никто не обманывался насчет того места в своей духовной жизни, которое они занимают, и которое потому кажется как будто заполненным, а на самом деле оказывается, в подлинно религиозном и христианском смысле, пустым, религию делает жизненно бездейственной, а христианство — язычеством, лишь облачившимся в христианские ризы и усвоившим христианский вокабуляр»)
- уничтожение понятий требы и частного богослужения, с перенесением совершения таинств крещения, миропомазания и венчания вновь на литургию, узаконением, наряду с исповедью тайной, исповеди общей и восстановлением древнего полного её чина
- пересмотр богослужебных книг, в особенности, требника и Устава в свете «литургического богословия» и «условий современной религиозной жизни»
- торговля свечами, просфорами и проч. может производиться вне храма и быть в частных руках. Храм и все остальные церковные учреждения могут содержаться на иных хозяйственных началах — путем членских взносов и т. п.
- «миряне должны забыть тот порядок, когда во всякое время в храм можно было войти и во всякое время из него выйти. Двери его в нужные моменты должны быть запертыми»
- для духовенства должен быть восстановлен весь древнейший чин входных молитв, начинающийся с выхода из дома
- введение обязательного безбрачия для всего клира
- число епископов должно быть значительно увеличено, «епископ должен встать ближе к своей пастве»
- «число монастырей должно быть значительно сокращено, оставлены из них должны быть либо имеющие великое прошлое, либо какие-либо шансы на хоть приблизительно таковое же будущее. Городские и пригородные безусловно должны быть, как таковые, закрыты и оставлены лишь либо, как церковно-исторические памятники, либо просто, как приходские храмы. Не должно быть, конечно, никакой речи, о монастырях-вотчинниках или штатных; допустимы только общежительные, живущие делами рук своих».

## Труды
- Интуитивизм в знании. Харьков, 1909.
- «Вехи» о русской интеллигенции. Харьков, 1910.
- Метафизическое учение о душе Лейбница и Гербарта. Харьков, 1910.
- «Ныне судъ міру…» (речь). Харьков, 1910.
- Религиозные воззрения кн. С. Н. Трубецкого. 1905—1910. Харьков, 1911.
- Н. А. Васильев и его закон исключеннаго четвертаго. С.-Петербург, 1911.
- В темных религиозных лучах (О В. В. Розанове). Харьков, 1912.
- Сущность христианства. Христианство в границах опыта. Харьков, 1912.
- Имманентная философия христианства (о М. М. Тарееве). Петроград, 1914.
- Логика. Москва, 1915.
- О безсмертии в связи с вопросом о времени и вневременном. «Богословский вестник», 1918.
- Письмо патриарху Московскому и всея Руси, святейшему епископу Тихону: (О том, что есть и чего быть не должно, и о том чего нет и что быть должно). — [Лебедин]: Лебединск. Вознесенск. приход, 1922. — IV, 76 с.
- Литургия: (Реконструкция с введением и историческим комментарием). Лебедин, 1924.
- О внешних наградах в духовном мире // Український православний благовісник. 1926. — № 6. — С. 6-8.
- Чинопоследование общей Исповеди. Лебедин, 1926.
- О благодати священства. Самара, 1927.
- О литургических реформах. Самара, 1927.
- Умер Антонин… (Слово сказанное при отпевании почившего) // Вестник Священного Синода Православной Российской Церкви 1927. — № 2 (15). — С. 26.
- «Не утруждай учителя» // Вестник Священного Синода Православных церквей в СССР. 1928. — № 3—4 (26—27). — С. 22
- Сущность обновленчества, его история и будущность // Вестник Священного Синода Православных церквей в СССР. 1928. — № 6 (29). — С. 5-8.

## Семья
- Первая жена (1913—1926) — Надежда Николаевна Грот (1890—1942), дочь профессора философии Московского университета Н. Я. Грота. От этого брака имел четырёх детей:
  - дочери Сергия (1913—1999), Ольга (1915—2001) и Вероника (1924—2017), сын Ювеналий (1922—1990).
    - Внуки от Сергии: Татьяна и Ольга (живут в Харькове).
    - Внуки от Ольги: Елена и Тамара (живут в Латвии).
    - Внуки от Вероники: Дмитрий (живёт в Белогорске Амурской обл.).
    - Внуки от Ювеналия: Олег (живёт в Сумах).

- вторая жена — Евдокия Демьяновна Фурдыло (1904 г. р.), от этого брака — сын Светлан (1933 г. р.[9], живёт в Сумах).